# Frank Buck
Pour les articles homonymes, voir Buck.
Frank Buck (né le 17 mars 1884 au Texas, mort le 25 mars 1950) est un aventurier, chasseur, collectionneur, acteur et producteur américain.

## Biographie
Frank Buck est né à Gainesville au Texas, et a grandi à Dallas.
Il effectue sa première expédition au Brésil en 1911, et fait d'autres expéditions en Amérique du sud.
Dans les années 1910, il a réalisé plusieurs expéditions en Asie, et a capturé plusieurs milliers d'animaux exotiques qu'il a ramené aux États-Unis dans des zoos ou des cirques. Dans les années 1930, il raconte ses aventures dans des livres et joue son propre rôle dans plusieurs films jusque dans les années 1940.
Il a été directeur du zoo de San Diego.
Il est mort d'un cancer du poumon à Houston à l'âge de 66 ans.

## Filmographie

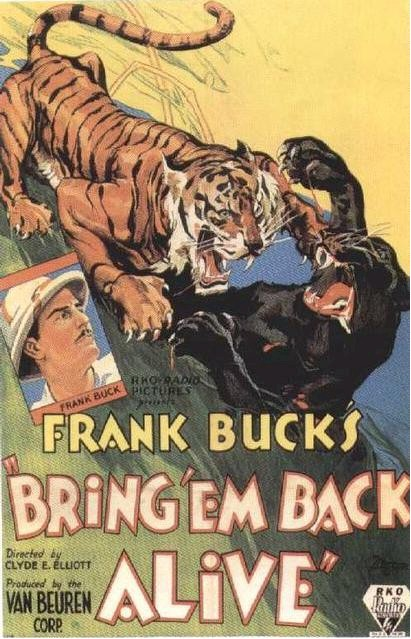
Affiche du film Bring 'Em Back Alive (1932)

- 1932 : Seigneurs de la jungle (Bring 'Em Back Alive) : acteur et narrateur
- 1934 : Wild Cargo : acteur, narrateur et producteur
- 1935 : Fang and Claw : acteur et réalisateur
- 1937 : Jungle Menace : acteur
- 1941 : Jungle Cavalcade (en) : narrateur
- 1942 : Jacare (Jacaré, Killer of the Amazon) : acteur
- 1943 : Le Mystère de la jungle (Tiger Fangs) : acteur
- 1949 : Deux Nigauds en Afrique ou Abbott et Costello en Afrique(Africa Screams) :  acteur

## Postérité
Sa vie a inspiré la série télévisée des années 1980 Frank, chasseur de fauves.
Le zoo de sa ville natale est nommé en son honneur Frank Buck Zoo (en).

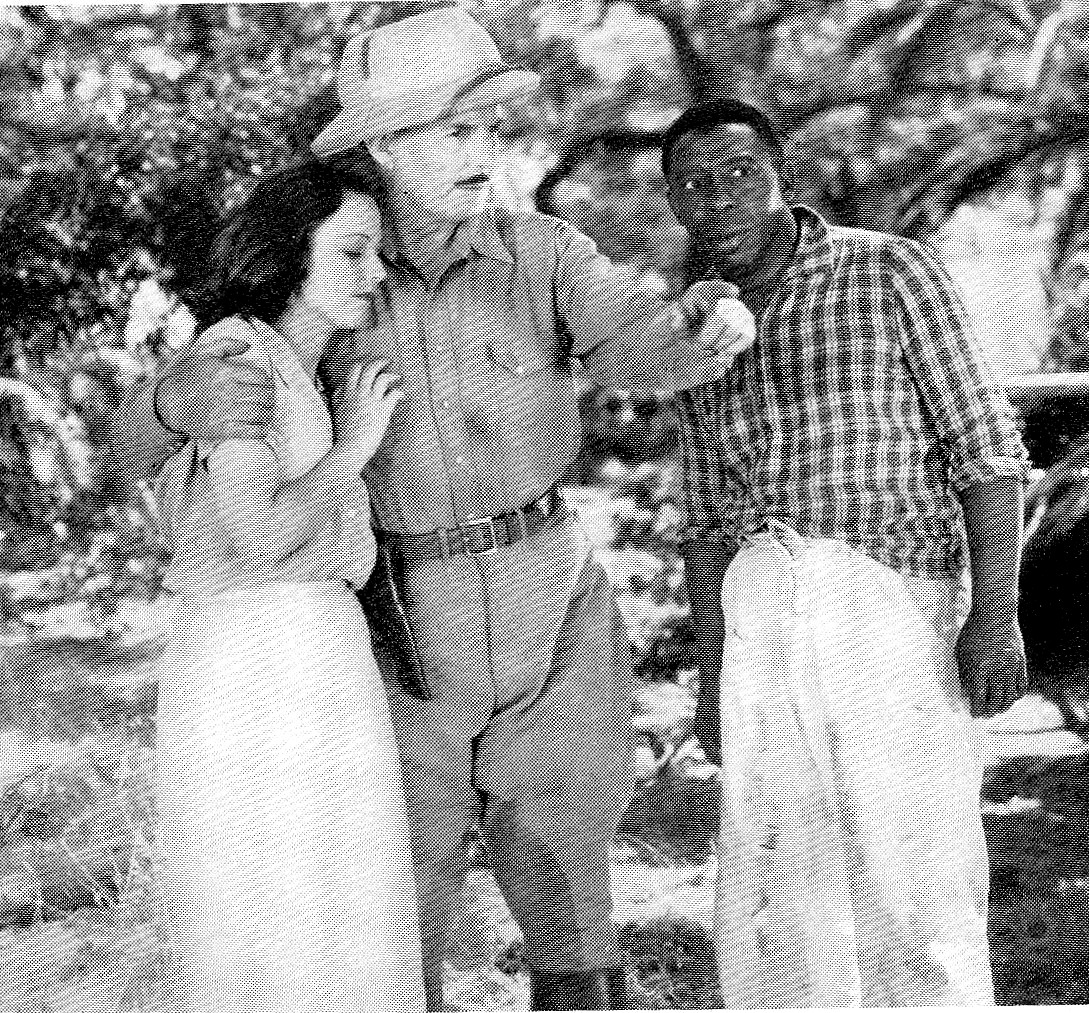
Charlotte Henry, Frank Buck, et Clarence Muse dans Jungle Menace (1937).
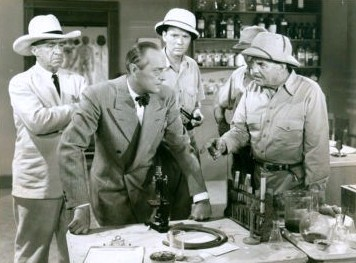
Frank Buck dans Le Mystère de la jungle (1943)
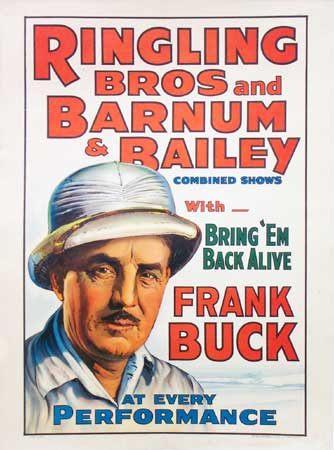
Affiche du cirque Barnum
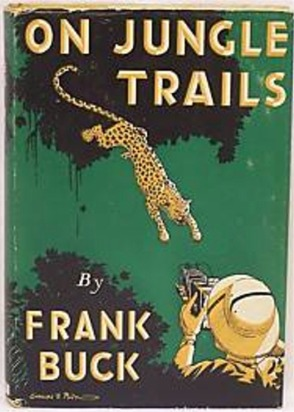
On Jungle Trails
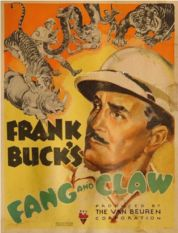
Fang and Claw
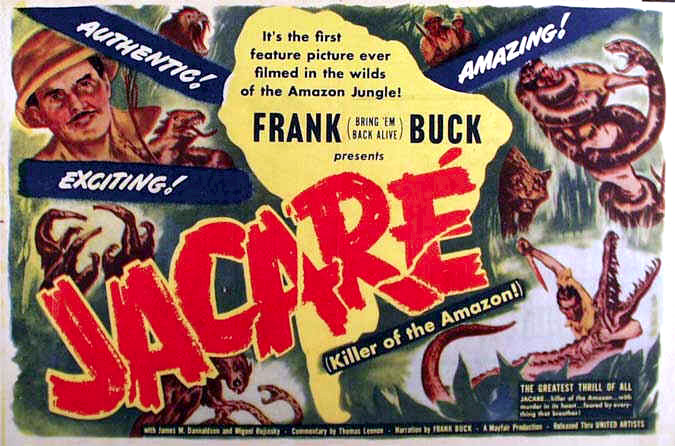
Jacaré (1942)
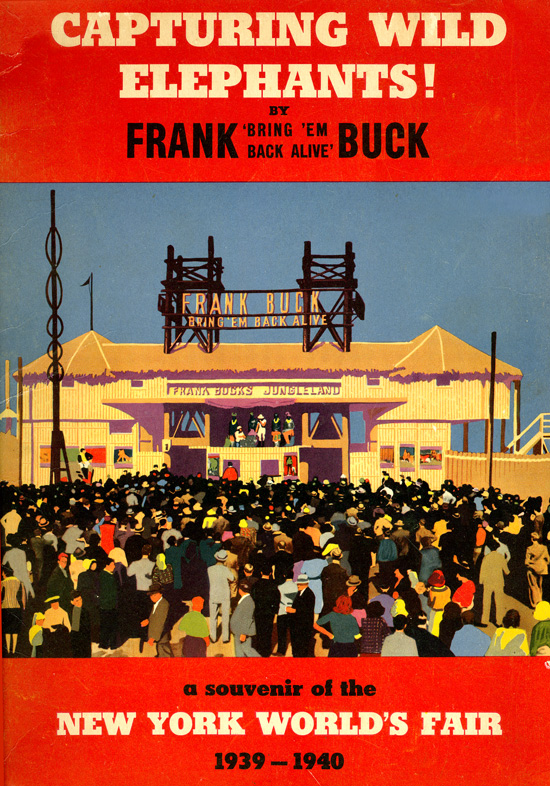
Frank Buck's Jungleland
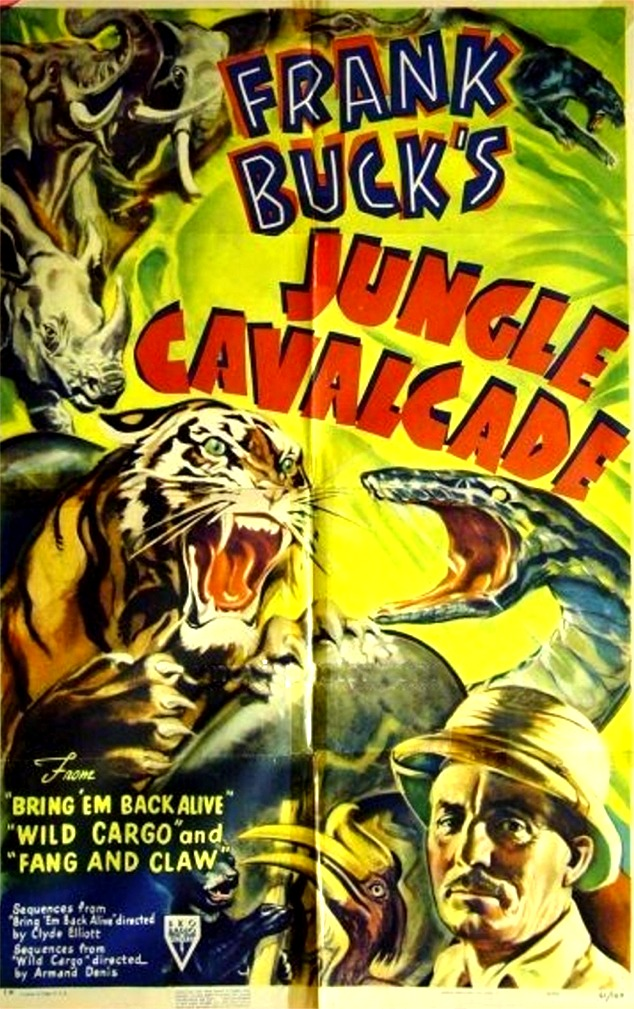
Jungle Cavalcade (1941)